# Carlo Francesco Rusca

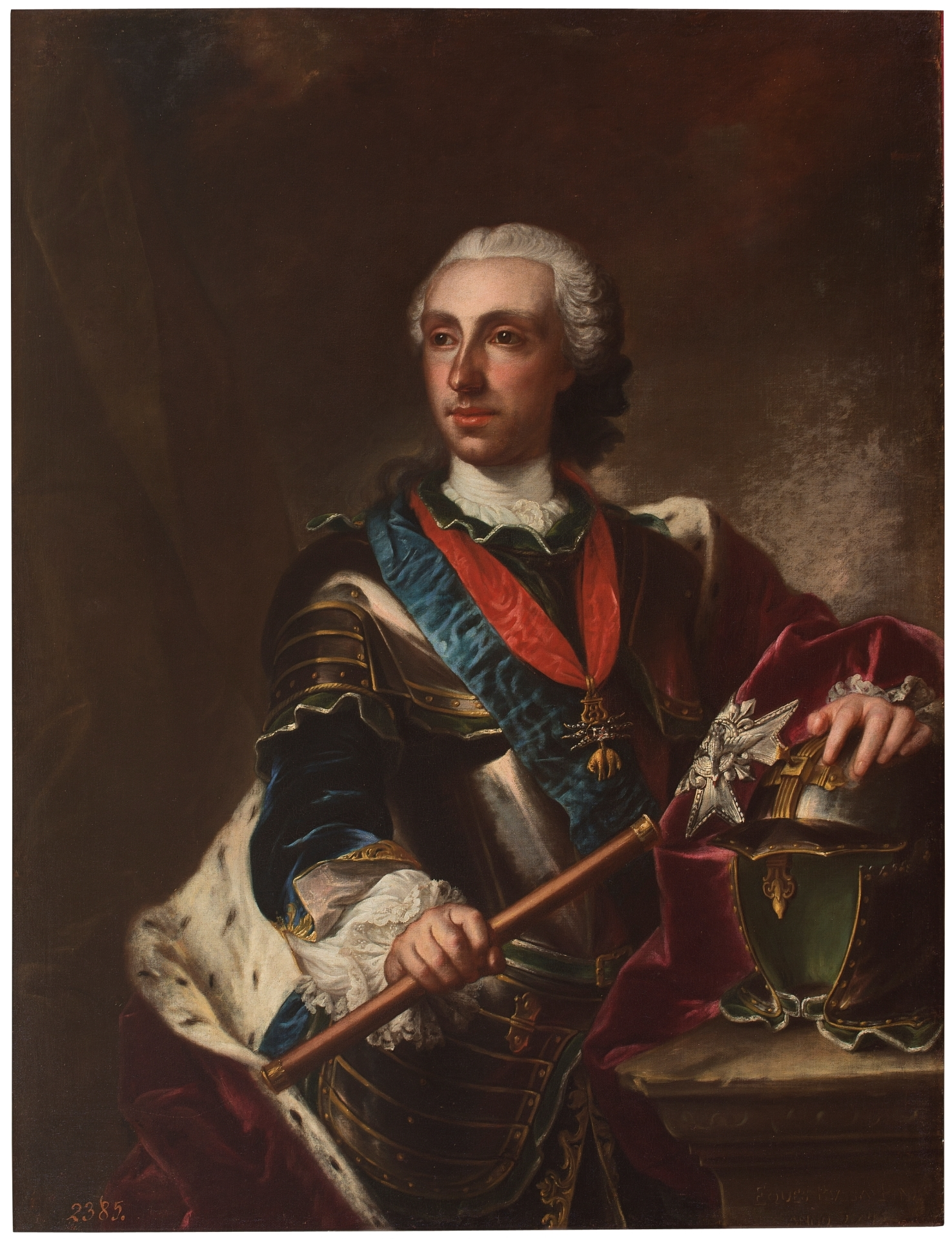
Felipe I de Parma, (1745). Óleo sobre lienzo, 118 x 90 cm, Museo del Prado, en depósito en la antigua Capitanía General de La Coruña.

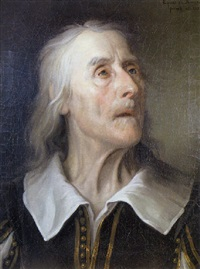
Retrato de un actor (c. 1737). Óleo sobre lienzo, 49 x 38 cm. Localización desconocida.

Carlo Francesco Rusca (Torricella-Taverne, 1693/1696-Milán, 11 de mayo de 1769) fue un pintor tardobarroco suizo. Especializado en retratos, llevó una vida viajera, trabajando para diversas cortes europeas.

## Biografía
Nacido en el cantón del Tesino, en la Suiza de habla italiana, según Federica Bianchi el 1 de enero de 1693, inició en Turín estudios de leyes que pronto abandonó para dedicarse a la pintura. No se tienen datos precisos de su etapa de aprendizaje, que pudo haber realizado en Lugano, en el taller de Giuseppe Antonio Petrini, y perfeccionado, no antes de 1725, en Venecia,  en el estudio de Jacopo Amigoni, aunque el primer retrato que se le conoce, el retrato de una dama turinesa firmado por Rusca en 1722, es anterior a esa posible estancia de aprendizaje en Venecia.
En 1734 debía de encontrarse de vuelta en su patria, donde retrató a Isaac Steiger, pero las dificultades para encontrar comitentes en ella hicieron que se trasladase a Kassel, para cuya corte trabajó de 1734 a 1736. Un año más tarde viajó a Hannover y Potsdam iniciando un periplo por diversas cortes del norte de Europa hasta llegar a Londres, posiblemente ya en 1739, y establecerse definitivamente en Milán hacia 1748. También en la década de 1750 realizó algunos trabajos para la corona española.
Perdidas todas las obras primerizas de Rusca, de las que solo queda algún rastro documental, lo poco que de su producción se conserva gira en torno a los dos ejes de su formación, en la que se combina el tenebrismo tardo-véneto de Petrini, por un lado, con las más modernas tendencias rococó representadas en los retratos de Amigoni, principalmente, pero también en los de Hyacinthe Rigaud y Nicolas de Largillière que pudo conocer en la corte de Turín, con un progresivo interés por el refinamiento del color.